# أربيان رقيق الثمار
أربيان رقيق الثمار (الاسم العلمي: Anthemis tenuicarpa) هو نوع نباتي يتبع جنس الأربيان من الفصيلة النجمية.

## الموئل والانتشار
في بلاد الشام.